# Burnley Football Club 2019-2020
Questa voce raccoglie tutte le informazioni riguardanti il Burnley Football Club nelle competizioni ufficiali della stagione 2019-2020.

## Maglie e sponsor
| Casa | Trasferta | Terza divisa |

## Rosa
Rosa e numerazione aggiornata al 31 gennaio 2020.
| N. |                          | Ruolo | Calciatore              |
| -- | ------------------------ | ----- | ----------------------- |
| 1  | Inghilterra (bandiera)   | P     | Nick Pope               |
| 2  | Inghilterra (bandiera)   | D     | Matthew Lowton          |
| 3  | Inghilterra (bandiera)   | D     | Charlie Taylor          |
| 4  | Inghilterra (bandiera)   | C     | Jack Cork               |
| 5  | Inghilterra (bandiera)   | D     | James Tarkowski         |
| 6  | Inghilterra (bandiera)   | D     | Ben Mee (capitano)      |
| 7  | Islanda (bandiera)       | C     | Jóhann Berg Guðmundsson |
| 8  | Inghilterra (bandiera)   | C     | Danny Drinkwater        |
| 9  | Nuova Zelanda (bandiera) | A     | Chris Wood              |
| 10 | Inghilterra (bandiera)   | A     | Ashley Barnes           |
| 11 | Inghilterra (bandiera)   | A     | Dwight McNeil           |
| 12 | Irlanda (bandiera)       | C     | Robbie Brady            |

| N. |                             | Ruolo | Calciatore             |
| -- | --------------------------- | ----- | ---------------------- |
| 13 | Irlanda (bandiera)          | C     | Jeff Hendrick          |
| 14 | Inghilterra (bandiera)      | D     | Ben Gibson             |
| 15 | Irlanda del Nord (bandiera) | P     | Bailey Peacock-Farrell |
| 18 | Inghilterra (bandiera)      | C     | Ashley Westwood        |
| 19 | Inghilterra (bandiera)      | A     | Jay Rodriguez          |
| 20 | Inghilterra (bandiera)      | P     | Joe Hart               |
| 23 | Paesi Bassi (bandiera)      | D     | Erik Pieters           |
| 25 | Inghilterra (bandiera)      | C     | Aaron Lennon           |
| 26 | Scozia (bandiera)           | D     | Phil Bardsley          |
| 27 | Rep. Ceca (bandiera)        | A     | Matěj Vydra            |
| 28 | Irlanda (bandiera)          | D     | Kevin Long             |
| 30 | Inghilterra (bandiera)      | P     | Adam Legzdins          |